# Siti Hasmah Mohamad Ali

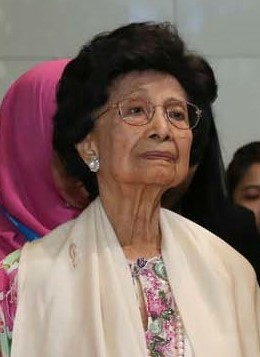
Siti Hasmah

Hasmah Mohamad Ali, née le 12 juillet 1926, épouse de Mahathir Mohamad, quatrième et septième Premier ministre de Malaisie. Elle est une figure éminente de la société malaisienne, connue pour son engagement dans diverses causes caritatives et sociales, ainsi que pour ses contributions aux soins de santé et aux questions concernant les femmes.

## Biographie
Hasmah est née le 12 juillet 1926 à Klang, Selangor. Elle est la sœur du banquier Ismail Mohamed Ali.
En 1955, elle obtient son diplôme de médecin à la Faculté de Médecine de l'Université Malaya, qui était alors située à Singapour. Par la suite, elle rejoint le service de santé gouvernemental. Elle fut l'une des premières femmes médecins malaises dans ce qui était alors la Malaisie. Elle épouse Mahathir Mohamad l'année suivante, en août. Ils ont sept enfants, Marina, Mirzan, Melinda, Mokhzani, Mukhriz, Maizura et Mazhar.
Hasmah est devenue l'épouse du Premier ministre malaisien à la suite de la nomination de son mari en 1981. En 2003, après la retraite de Mahathir, Siti Hasmah et lui ont tous deux reçu le titre honorifique de Tun. Elle a de nouveau occupé le poste de femme du Premier ministre après que son mari ait été rénommé le 10 mai 2018.
En novembre 2018, Siti Hasmah a été honorée en tant que "icône mondiale pionnière et inspirante pour les femmes du monde entier" par l'Université nationale de Singapour (NUS).